# За двумя зайцами (пьеса)
«За двумя зайцами» (укр. За двома зайцями) — комедия украинского драматурга Михаила Старицкого.

## Сюжет
История о цирюльнике Свириде Петровиче Голохвостом, который пытается разбогатеть, женившись на богатой мещанке Проне Прокоповне Серко, и, одновременно, ухаживает за бедной девушкой-красавицей Галей. В пьесе поднимается проблема социального неравенства, высмеивается жизнь украинских обрусевших мещан Киева.

## История написания
В начале 1880-х годов украинская театральная и писательская интеллигенция создала культурный кружок, имевший целью «расширения и обогащения» украинского репертуара. Михаил Петрович Старицкий, который входил в этот кружок, начал обрабатывать пьесу Ивана Нечуя-Левицкого «На Кожемяках». Весной 1883 года работа была закончена и была достигнута договорённость о публикации с автором оригинального произведения. Само произведение считалось совместным и первая его публикация содержала фамилии обоих писателей.
В том же году переработанная пьеса была разрешена цензурным комитетом к постановке театральной труппой Старицкого. После премьеры 4 ноября 1883 года в Киеве комедия имела большой успех и уже не сходила с репертуара украинского театра. Известно, что роль цирюльника Голохвостого сыграл Панас Саксаганский, Проню — Мария Садовская, Сирка — Иван Карпенко-Карый. В 1887 году Нечуй-Левицкий самостоятельно переработал первоначальную редакцию произведения, но эта версия не приобрела популярности. Для всех классической осталась именно редакция Михаила Старицкого.

## Экранизации
- 1961 — «За двумя зайцами» — комедийный художественный фильм Киностудии имени А. Довженко. Сценарий и постановка — Виктора Иванова. В главных ролях — Олег Борисов и Маргарита Криницына;
- 2003 — «За двумя зайцами» — украинско-российский новогодний мюзикл, производства «Мелорама Продакшн». Постановка — Максима Паперника. В главных ролях — Алла Пугачёва и Максим Галкин.

## Ссылка
- Михаил Старицкий «За двумя зайцами»